# Pleurothallis circinata
Pleurothallis circinata är en orkidéart som beskrevs av Carlyle August Luer. Pleurothallis circinata ingår i släktet Pleurothallis och familjen orkidéer. Inga underarter finns listade i Catalogue of Life.